# Большая базарная мечеть
Большая базарная мечеть (азерб. Böyük Bazar məscidi) — мечеть и историко-архитектурный памятник в городе Ленкорань Азербайджана.
После восстановления независимости Азербайджана постановлением Кабинета министров Азербайджанской Республики от 2 августа 2001 года №132 мечеть была включена в список недвижимых памятников истории и культуры местного значения.

## Описание

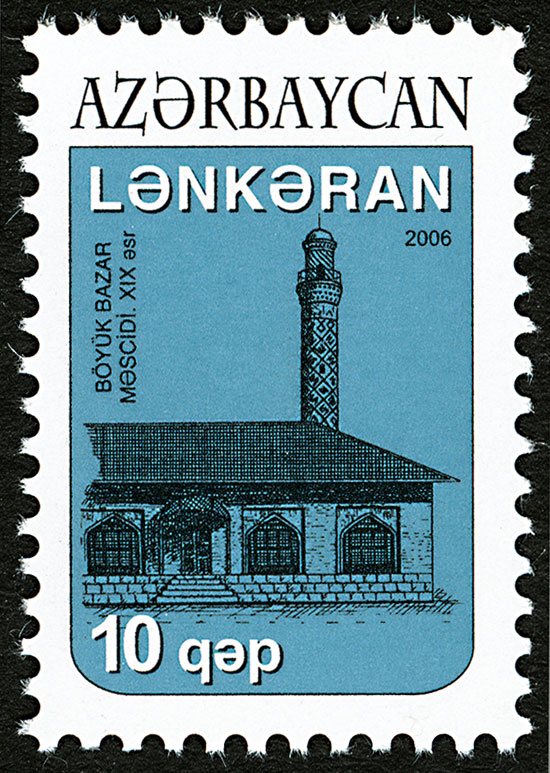
Большая базарная мечеть на марке Азербайджана 2006 года

Мечеть была построена в 1864 году на средства, собранные Кербалаи Гулу, Кербалаи Агагулу, Гаджи Мирагой и местными жителями. Получила своё название из-за своего местоположения – квартала Бёюк базар (Большой базар) в центре Ленкорани. Построена архитектором Хады.
После советской оккупации Азербайджана в 1928 году советские власти официально приступили к борьбе против религии. В декабре того же года ЦК КП Азербайджана передал большое количество мечетей, церквей и синагог на баланс клубов в целях проведения просветительской работы. Если в 1917 году в Азербайджане было 3 тысячи мечетей, то в 1927-м это число составляло 1700, а в 1933-м — 17. Мечеть Бёюк Базар также была закрыта. Её здание в разное время использовалось как амбар, библиотека и художественная галерея. До 1929 года во дворе мечети располагалось 6 молелен, которым были даны имена тех, кто их построил: Кербалаи Гусейн, генерал Гаджи Мираббас хан Талышинский, Керимовы, Гаджи Манаф, Гаджи Алескер и Гаджи Гаджиага Акперов. В 1930-е годы был разрушены все молельни, за исключением молельни Гаджиаги Акперова. В 1938 году был снесён минарет «Гюльдесте». С 1938 по 1980 годы в здании мечети функционал хлебный завод, в 1980-1990 гг – художественная галерея.
После восстановления независимости Азербайджана постановлением Кабинета министров Азербайджанской Республики от 2 августа 2001 года №132 мечеть была включена в список недвижимых памятников истории и культуры местного значения. В 1995 году по инициативе местных жителей был построен минарет мечети высотой 36 метра. В мечети действует религиозная община, зарегистрированная в Госкомитете по работе с религиозными учреждениями.

## Архитектурные особенности
Здание мечети имеет длину 31,5 м, ширину 12,7. При её строительстве были использованы лесоматериалы и красный обожжённый кирпич, крыша покрыта керамической черепицей. Площадь мечети равна 500 м², в мечети могут одновременно молиться 550 человек. Потолок прямоугольный, опирается на 6 колонн. Мечеть состоит из основного и вспомогательного зданий.